# Grynkorv
Grynkorv är en västgötsk tjock orökt korv som består av fläskkött, korngryn, och kryddor. Ibland blandas även nötkött eller potatis in. Grynkorv ingår i gruppen svenska orökta korvar, som även innefattar fläskkorv, köttkorv, stångkorv och värmlandskorv, vilken den är nära besläktad med. Eftersom de är råkorvar är hållbarheten begränsad.
Grynkorven kokas och äts tillsammans med potatismos och lingonsylt eller med kokt potatis och pepparrots- eller senapssås. Lokalt används kall kokt grynkorv som smörgåspålägg.
Den är sedan 2005 utnämnd till "Skaraborgs nationalrätt" och har en egen intresseförening, Grynkorvens vänner. Den firar grynkorvens dag tredje torsdagen i oktober.
Cajsa Wargs recept på grynkorv innehåller rödlök, korngryn, mjölk, russin, njurtalg samt får- eller oxlever, medan Adriana Hollbergs recept upptar slarvsylta, mjölk, rödlök, lever och korngryn. Köttmängd ca 25%.
Povel Ramel har skrivit en sångsketch om grynkorv som framfördes i revyn På avigan 1966–67 av Povel, Lars Ekborg och Lissi Alandh.